# Parafia Matki Bożej Częstochowskiej w Sierosławicach
Parafia Matki Bożej Częstochowskiej w Sierosławicach – parafia rzymskokatolicka w Sierosławicach (diecezja kielecka, dekanat proszowicki).
Erygowana w 1982. Mieści się pod numerem 59. Prowadzą ją ojcowie Pijarzy.